# Estação Marquês de Pombal
Marquês de Pombal (Rotunda até 1998) é uma estação dupla do Metropolitano de Lisboa, onde se interligam as linhas Azul e Amarela. Situa-se no concelho de Lisboa, em Portugal, entre as estações Parque e Avenida, na Linha Azul, e Picoas e Rato, na Linha Amarela. O tempo máximo de circulação pedonal entre as duas estações é dado pela empresa como 3 minutos e 17 segundos.

## Descrição
Esta estação está localizada na Praça do Marquês de Pombal. A estação possibilita o acesso ao topo da Av. da Liberdade, ao Parque Eduardo VII e à Cinemateca Portuguesa. À semelhança das mais recentes estações do Metropolitano de Lisboa, está equipada para poder servir passageiros com deficiências motoras, contando com vários elevadores e escadas rolantes que facilitam o acesso às plataformas.

### Estação da Linha Azul
É uma das onze estações pertencentes à rede original do Metropolitano de Lisboa, inaugurada a 29 de dezembro de 1959, com a particularidade de ser, à data, a única estação de interface da rede. O projeto arquitetónico original é da autoria dos arquitetos Francisco Keil do Amaral e Falcão e Cunha, e as intervenções plásticas da pintora Maria Keil.

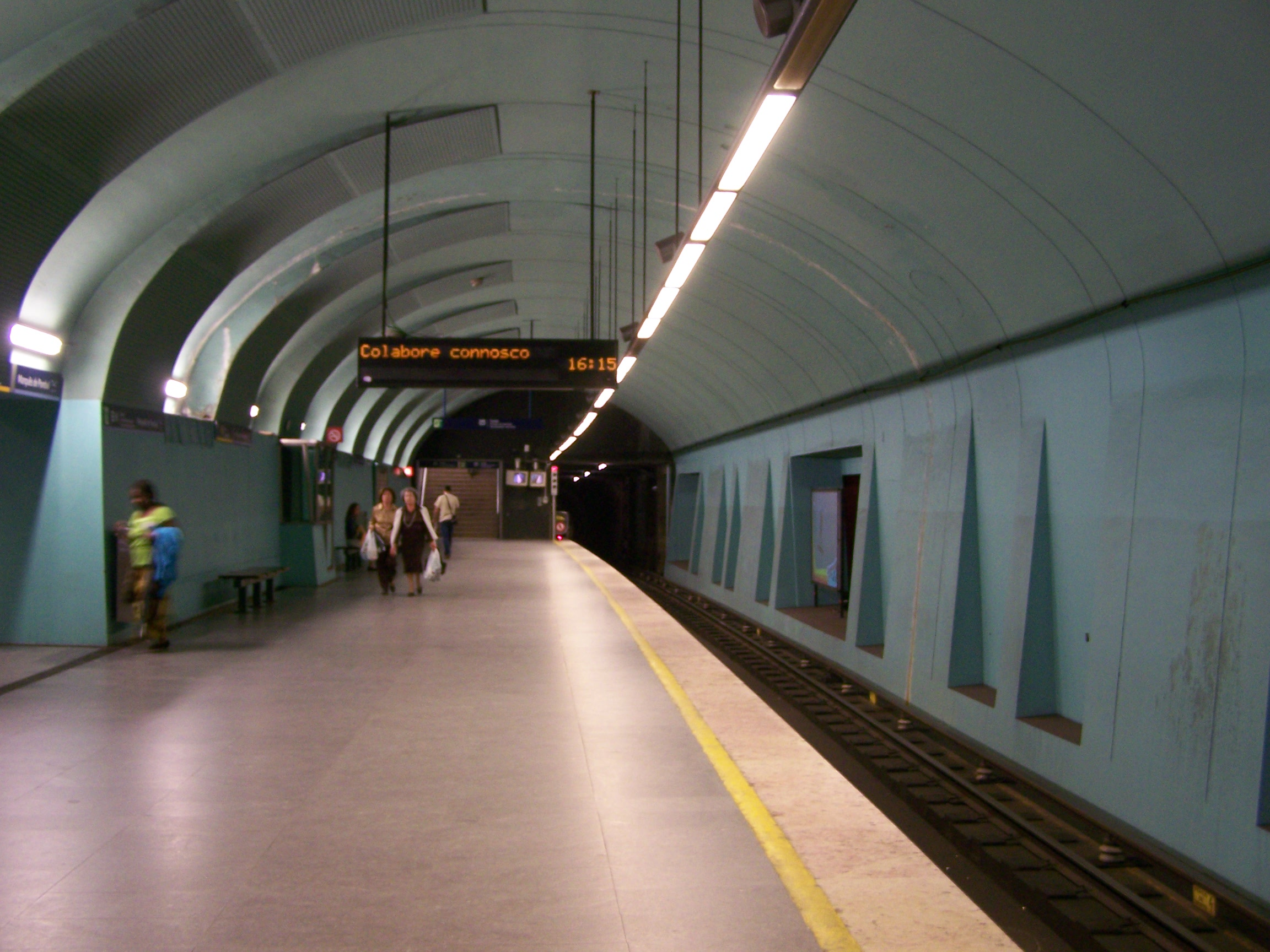
Plataformas da estação da Linha Azul
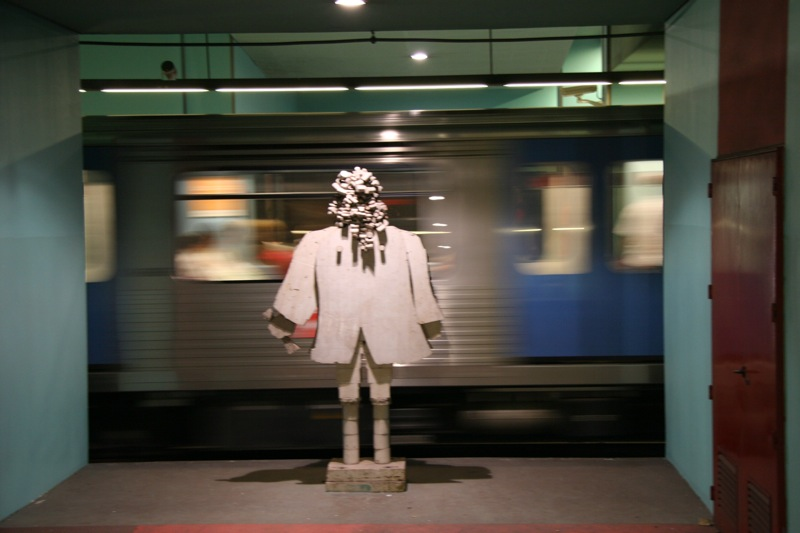
Estátua epónima na estação da Linha Azul

### Estação da Linha Amarela
Foi inaugurada a 15 de julho de 1995 no âmbito da desconexão das atuais linhas Azul e Amarela. O projeto arquitetónico é da autoria dos arquitetos Duarte Nuno Simões e Nuno Simões, e as intervenções plásticas da pintora Menez.

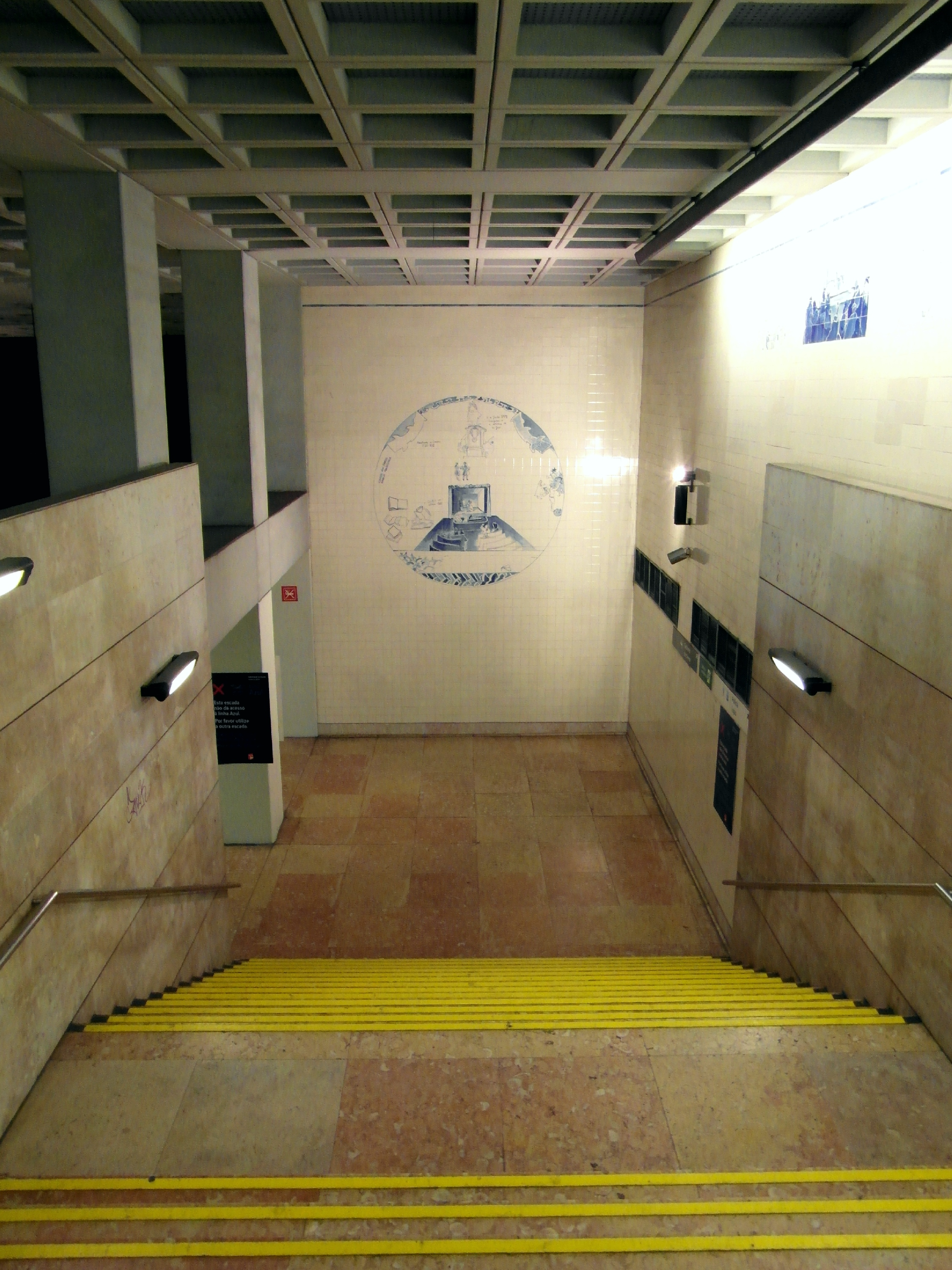
Átrio da estação da Linha Amarela
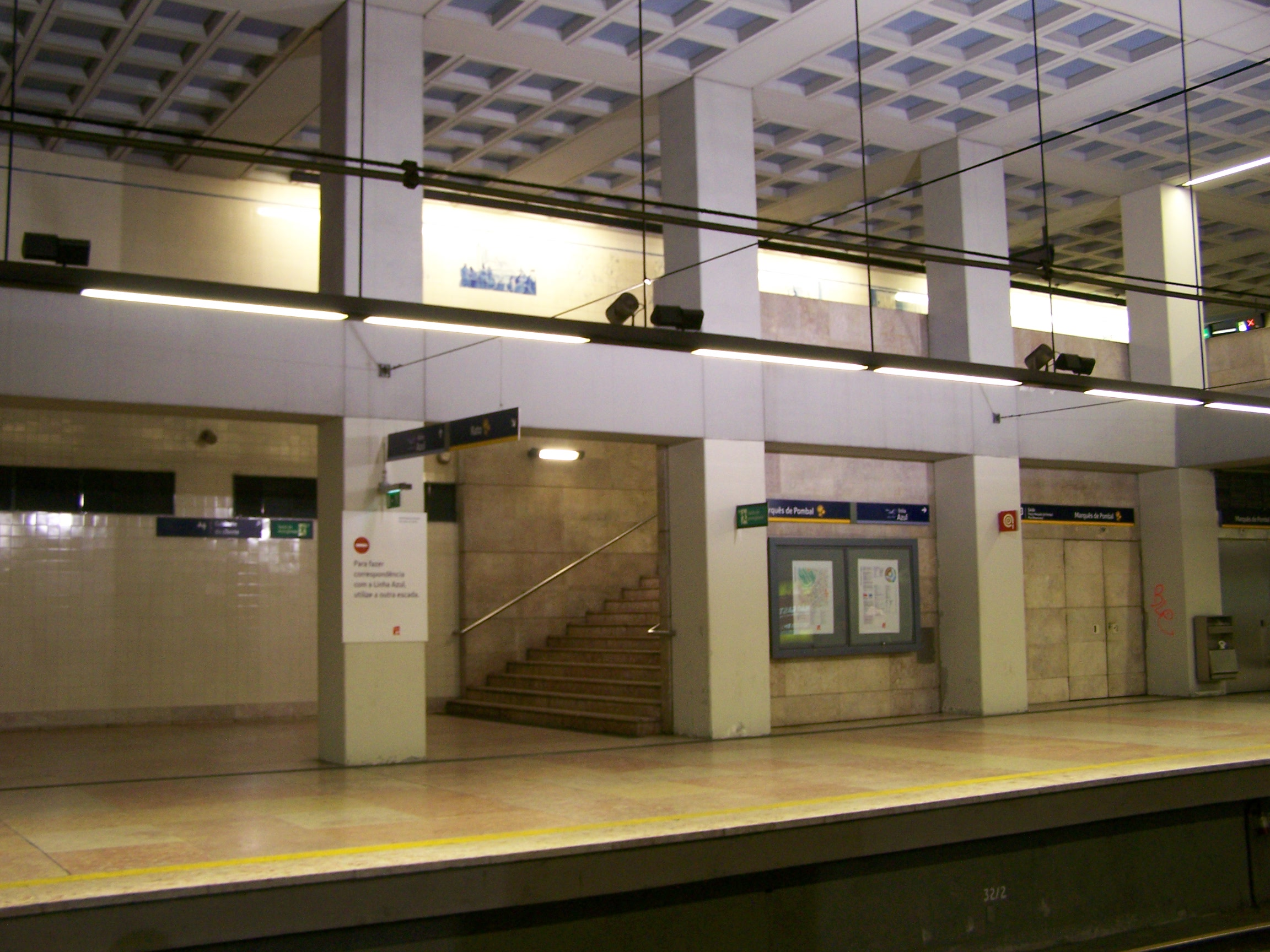
Plataformas da estação da Linha Amarela

## Remodelação
A 15 de julho de 1995, no âmbito da desconexão do entroncamento de vias aí existente, foi concluída a remodelação completa da estação da Linha Azul com base num projeto arquitetónico da autoria dos arquitetos José Santa-Rita e João Santa-Rita, e as intervenções plásticas dos escultores João Cutileiro e Charters de Almeida. A remodelação da estação implicou o prolongamento das plataformas e a construção de uma galeria de ligação à nova estação da Linha Amarela.

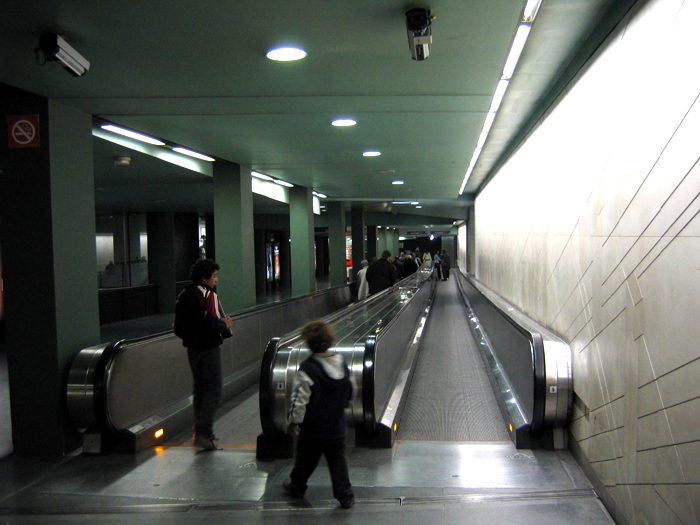
Galeria de ligação entre as estações das linhas Azul e Amarela
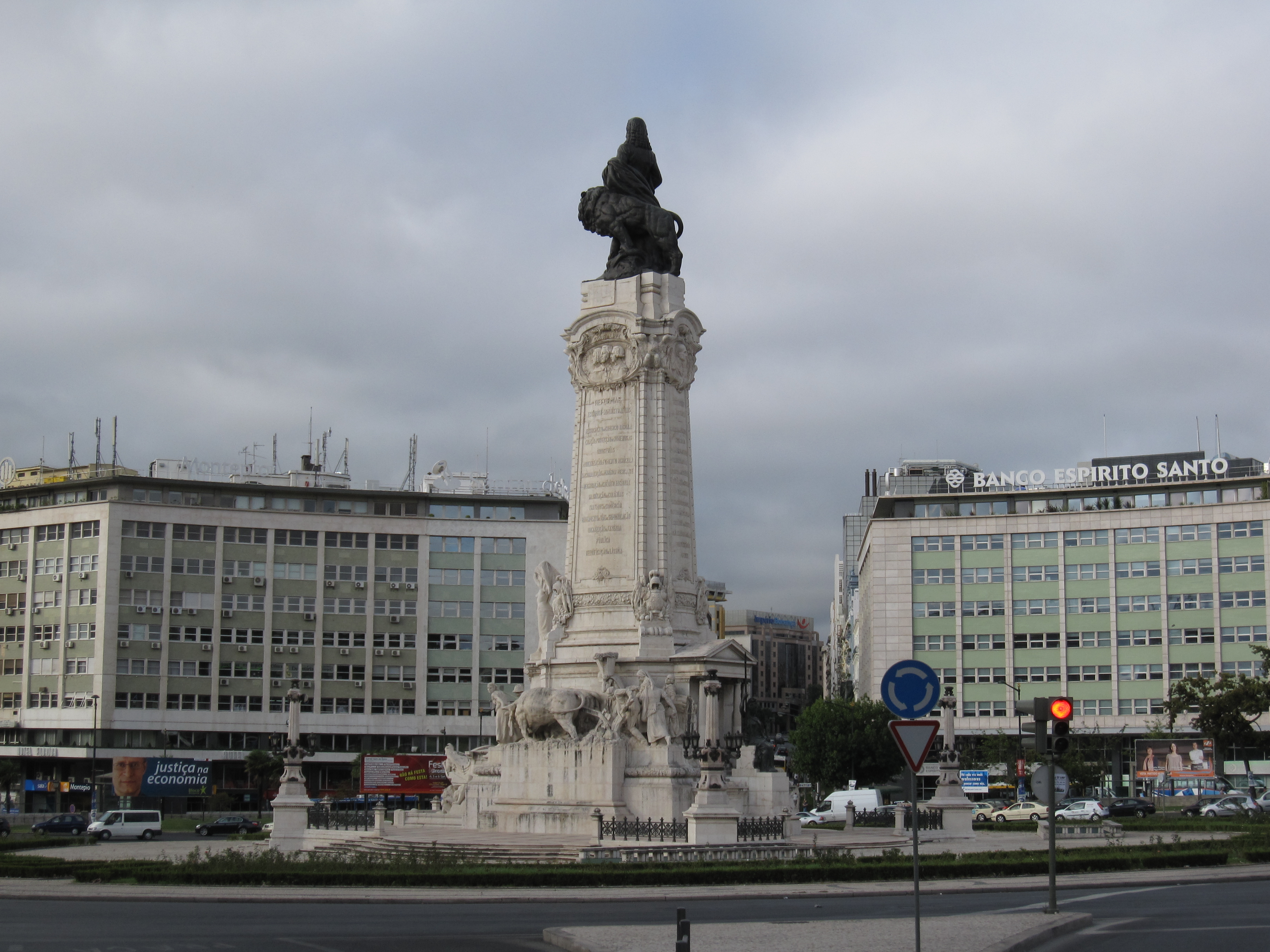
Zona central da Praça do Marquês de Pombal, com acessos ligados à estação até 1995

## Acessos

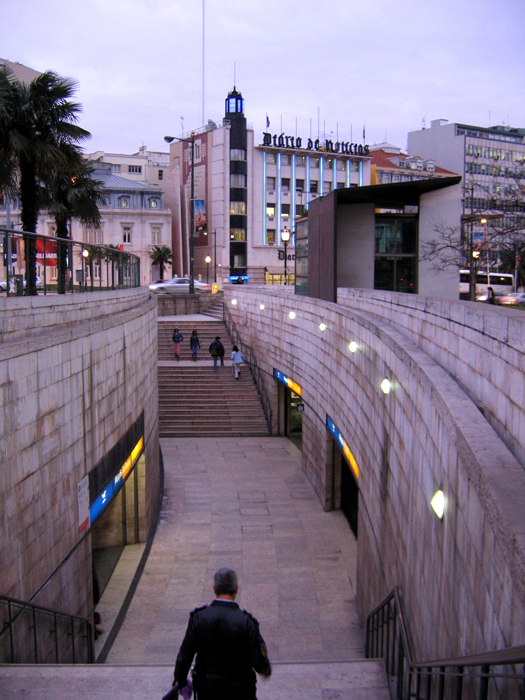
Entrada comum às estações das linhas e

Esta estação conta com sete acessos pedonais e um elevador entre o átrio e a superfície:
- Acesso 1 - está localizado no passeio intermédio da Praça do Marquês de Pombal, entre os entroncamentos com a Av. da Liberdade e com a Av. Duque de Loulé. Está direcionado para nordeste e conta com escadas pedonais.
- Acesso 2 - está localizado no passeio intermédio da Praça do Marquês de Pombal, próximo do entroncamento com a Av. da Liberdade. Está direcionado para nascente e conta com escadas pedonais.
- Acesso 3 - está localizado no passeio intermédio da Praça do Marquês de Pombal, entre os entroncamentos com a Rua Braamcamp e com a Av. da Liberdade. Está direcionado para poente e conta com escadas pedonais.
- Acesso 4 - está localizado no passeio intermédio da Praça do Marquês de Pombal, entre os entroncamentos com a Rua Joaquim António de Aguiar e com a Rua Braamcamp. Está direcionado para sudeste e conta com escadas pedonais.
- Acesso 5 - está localizado no passeio intermédio da Praça do Marquês de Pombal, entre os entroncamentos com a Rua Joaquim António de Aguiar e com a Rua Braamcamp. Está direcionado para noroeste e conta com escadas pedonais.
- Acesso 6 - está localizado no passeio entre as vias centrais e a via lateral nascente da Av. da Liberdade, próximo do cruzamento com a Rua Alexandre Herculano. Está direcionado para sudeste e conta com escadas pedonais.
- Acesso 7 - está localizado no passeio entre as vias centrais e a via lateral poente da Av. da Liberdade, próximo do cruzamento com a Rua Alexandre Herculano. Está direcionado para sudeste e conta com escadas pedonais.
- Elevador - está localizado no passeio intermédio da Praça do Marquês de Pombal, próximo do entroncamento com a Av. da Liberdade, direcionado para nascente.